# 아모디아퀸
아모디아퀸(Amodiaquine, ADQ)은 말라리아 치료에 사용되는 약물로, 합병증이 없는 삼일열 말라리아를 포함한다. 내성 위험을 줄이기 위해 아르테수네이트와 함께 복용할 것을 권장한다. 드물지만 심각한 부작용의 위험이 있기 때문에 일반적으로 말라리아 예방에는 권장되지 않는다. 그러나 세계보건기구 (WHO)는 2013년에 고위험 어린이에게 설파독신/피리메타민과 병용한 계절 예방약으로 사용할 것을 권장했다.
아모디아퀸은 클로로퀸과 관련된 4-아미노퀴놀린 화합물이다. 아모디아퀸의 부작용은 일반적으로 경미하거나 중등도이며, 클로로퀸과 유사하다. 드물게 간 문제나 낮은 혈구 수치가 발생할 수 있다. 과다 복용 시 두통, 시력 장애, 발작, 심정지가 발생할 수 있다. WHO는 임신 중 2, 3분기 및 수유 중인 여성에게 사용할 것을 권장하지만, 1분기 사용에 대한 증거는 아직 불충분하다고 보고한다.
아모디아퀸은 1948년에 처음 만들어졌다. 세계보건기구 필수 의약품 목록에 등재되어 있다. 미국에서는 사용되지 않지만, 아프리카에서는 널리 사용된다.

## 의료 용도
아모디아퀸은 아프리카에서 말라리아 치료를 위한 병용 요법에서 중요한 약물이 되었다. 합병증이 없는 P. 팔시파룸 말라리아에 대한 경구 아르테미시닌 기반 복합 요법 (ACT)으로 아르테수네이트와 함께 자주 사용된다. 아모디아퀸은 클로로퀸 내성 P. 팔시파룸 말라리아 변종에도 효과가 있는 것으로 밝혀졌지만, 클로로퀸 내성 변종에 대한 효과는 지역별로 차이가 있다.
설파독신/피리메타민과 함께 사용되기도 한다.

## 상호작용
지도부딘 또는 에파비렌즈를 복용 중인 후천면역결핍증후군 환자가 아모디아퀸 함유 ACT 요법으로 치료받을 때 간 독성이 증가했다는 보고가 있으므로, 이러한 환자는 아모디아퀸을 피해야 한다.

## 약동학 및 약유전학
아모디아퀸은 사이토크롬 p450 효소 CYP2C8에 의해 주요 대사 산물인 N-데스에틸아모디아퀸으로 간에서 생체 활성화된다. 아모디아퀸 사용자들 사이에서 여러 드물지만 심각한 부작용이 보고되었으며, 이는 CYP2C8 대립유전자 변이와 관련이 있다. CYP2C8*1은 허용 가능한 안전성 프로파일을 보이는 야생형 대립유전자로 특징지어지는 반면, CYP2C8*2, *3, *4는 모두 "대사 불량" 표현형 범위를 나타낸다. 아모디아퀸 대사 불량자는 말라리아에 대한 치료 효과가 낮을 뿐만 아니라 독성이 증가한다. 동아프리카 말라리아 환자들 사이에서 CYP2C8 대립유전자 유병률을 확인하기 위해 여러 연구가 수행되었으며, 해당 변이 대립유전자가 해당 인구 집단에서 상당한 유병률을 보인다는 잠정적인 결과가 나왔다. 연구 대상 인구의 약 3.6%가 아모디아퀸으로 치료받을 때 부작용 또는 치료 결과 감소의 고위험군으로 나타났다. 이 정보는 동아프리카에서 약물 감시 프로그램을 개발하는 데 유용하며, CYP2C8 변이 빈도가 높은 지역에서 항말라리아 약물을 처방하는 데 중요한 임상적 고려 사항을 갖는다.

## 같이 보기
- 구조적으로 유사한 것은 FGI-104이다.